# Dana Daurey
Dana Daurey (* 17. August 1976 in Los Angeles, Kalifornien) ist eine US-amerikanische Schauspielerin. Sie spielt in der Serie Auf schlimmer und ewig als Tiffanys Freundin Amber und Madison in Prank. Außerdem hatte sie auch Auftritte in Verliebt in eine Hexe, Eine starke Familie, Eine himmlische Familie, V.I.P. – Die Bodyguards, Das Leben und ich, Robot Chicken, Hannah Montana und Baywatch – Die Rettungsschwimmer von Malibu.

## Filmografie
- 1995–1997: Auf schlimmer und ewig (Unhappily Ever After, Fernsehserie, 27 Folgen)
- 1996: Eine starke Familie (Step by Step, Fernsehserie, eine Folge)
- 1996: Geschändet – Ein Sohn unter Verdacht (My Son Is Innocent, Fernsehfilm)
- 1996: Das Leben und Ich (Boy Meets World, Fernsehserie, eine Folge)
- 1996: Mißbraucht – Eine Tochter schlägt zurück (Silent Lies)
- 1997: Baywatch – Die Rettungsschwimmer von Malibu (Baywatch, Fernsehserie, eine Folge)
- 1997: Baywatch Nights (Fernsehserie, eine Folge)
- 1997: Palm Beach-Duo (Silk Stalkings, Fernsehserie, eine Folge)
- 1998: The Secret Diary of Desmond Pfeiffer (Fernsehserie, eine Folge)
- 1998: Youth in Revolt (Fernsehfilm)
- 1999: Expedition der Stachelbeeren (The Wild Thornberrys, Fernsehserie, zwei Folgen, Stimme)
- 1999–2002: Providence (Fernsehserie, 60 Folgen)
- 2000: Second Chance – Alles wird gut (The Crew)
- 2001: Der Schwan mit der Trompete (The Trumpet of the Swan, Stimme)
- 2001: V.I.P. – Die Bodyguards (V.I.P., Fernsehserie, eine Folge)
- 2003: Eine himmlische Familie (7th Heaven, Fernsehserie, eine Folge)
- 2003: Shotgun (Kurzfilm)
- 2005: Verliebt in eine Hexe (Bewitched)
- 2005: New Car Smell  (Fernsehfilm)
- 2008: Back to You (Fernsehserie, eine Folge)
- 2008: Prank
- 2008: Who’s Wagging Who? (Kurzfilm)
- 2008, 2011, 2014: Robot Chicken (Fernsehserie, drei Folgen, Stimme)
- 2009: The Things We Carry
- 2009: Hannah Montana (Fernsehserie, eine Folge)
- 2010: The Jack of Spades
- 2011: Lucky
- 2011: The Victim
- 2012: Among Friends
- 2013: The New Normal (Fernsehserie, eine Folge)
- 2013: Broken Blood
- 2013: Perception (Fernsehserie, zwei Folgen)
- 2013: Malignant
- 2013: Jessie (Fernsehserie, eine Folge)